# Futbola Klubs RFS (calcio a 5)
Il Futbola Klubs Rīgas Futbola Skola, noto semplicemente come RFS o come RFS Riga per ragioni di localizzazione, è una squadra lettone di calcio a 5 con sede a Riga. Già Futbola Klubs Nikars, denominazione in uso tra il 2002 e il 2022, è la squadra più titolata del paese baltico avendo vinto 12 edizioni della Virslīga.

## Storia

### L'epoca d'oro
Il "Futbola Klubs Nikars" è stato fondato nel 2002 da Raimonds Valts, che per oltre diciassette anni ne è stato il presidente. Nei primi anni il Nikars ha  partecipato a vari tornei regionali e amatoriali di calcio a 5 finché, nel 2005, si è iscritto alle competizioni federali. Il debutto nella Virslīga è avvenuto nella stagione 2006-07. Nella stagione seguente il Nikars vince il primo di dodici campionati consecutivi, stabilendo un primato nazionale che resiste tuttora. Nel 2012 viene assunto come allenatore Orlando Duarte, già allenatore dello Sporting Lisbona e commissario tecnico del Portogallo, che nei successivi sei anni fornisce un contributo significativo allo sviluppo del club. A livello continentale la squadra debutta in Coppa UEFA nella stagione 2007-08; il miglior traguardo raggiunto è stato il turno élite in quattro edizioni (2008-09, 2012-13, 2014-15, 2016-17).

### Il nuovo ciclo
Le difficoltà economiche emerse nel corso della stagione 2018-19 non impediscono al Nikars di vincere il dodicesimo titolo nazionale. Tuttavia, l'estate seguente, la società rinuncia all'iscrizione alla massima serie per concentrarsi sul settore giovanile. Dopo un anno di assenza il Nikars ritorna a disputare le competizioni senior schierando solamente calcettisti lettoni. In virtù dei meriti sportivi, il club ottiene dalla LFF la licenza per iscriversi direttamente in Virslīga, che conclude al quarto posto. Nel frattempo, nell'ottobre del 2020, muore prematuramente il presidente Raimonds Valts. Nella stagione 2021-22 il Nikars conclude la stagione regolare al terzo posto in classifica. Nell'estate del 2022 il Nikars viene assorbito dalla società calcistica del RFS Riga, di cui assume colori sociali e denominazione, diventandone la sezione di calcio a 5.

## Palmarès
- Campionato lettone: 12

2007-08, 2008-09, 2009-10, 2010-11, 2011-12, 2012-13, 2013-14, 2014-15, 2015-16, 2016-17, 2017-18, 2018-19 (come Nikars)
- Coppa della Lettonia: 6
  - 2012-13, 2014-15, 2015-16, 2017-18 (come Nikars)
  - 2022-23, 2024-25 (come RFS Riga)
- Supercoppa della Lettonia: 5
2013, 2014, 2015, 2016, 2017 (come Nikars)